# Abbazia di Iona
L'abbazia di Iona è uno dei più antichi ed importanti centri religiosi nell'Europa occidentale.
Essa si trova nell'isola di Iona (arcipelago delle Ebridi Interne), situata sulla costa occidentale della Scozia a breve distanza dall'isola di Mull. Iona è considerata il centro da cui ha avuto origine la diffusione del cristianesimo in tutta la Scozia.

## Storia
Il 12 maggio 563 san Columba, (in gaelico: Colum Cille, che significa "colomba della Chiesa"), re irlandese e monaco guerriero, giunse insieme a dodici compagni nell'isola di Iona provenendo dall'Irlanda e vi fondò un monastero. L'abbazia si sviluppò velocemente e molto presto divenne uno dei più importanti centri religiosi dell'Europa Occidentale. Alcuni monaci provenienti da Iona, fra cui San Colombano, discepolo di Columba, si sparsero per tutta l'Europa e costruirono altri monasteri e centri religiosi, come per esempio l'Abbazia di Lindisfarne, costruita in Northumbria dal monaco di Iona Sant'Aidan verso il 635, e l'abbazia di San Gallo, fondata in Svizzera dal discepolo e compagno di san Colombano, san Gallo, nel 613.
Nell'anno 806 tutti i 68 abitanti dell'Abbazia vennero ritrovati morti; il massacro fu attribuito ad una scorreria dei Vichinghi. Altri tre attacchi vichinghi avvennero negli undici anni successivi a questo episodio.
La Chiesa celtica rimase separata dalla Chiesa cattolica per molti secoli; tuttavia, nel XIII secolo, l'abbazia di Iona venne assorbita nella Chiesa di Roma, divenendo un centro dell'Ordine benedettino.
Con l'arrivo e la diffusione in Scozia della Riforma protestante Iona perse la sua importanza, molti suoi edifici furono demoliti e le croci di pietra vennero quasi tutte distrutte.
Nel XIX secolo l'abbazia venne donata alla Chiesa presbiteriana scozzese e vennero intrapresi ampi lavori di ricostruzione e restauro.
Nel 1938 il reverendo George MacLeod, ministro della Chiesa presbiteriana nella città di Glasgow, guidò un gruppo di persone che ricostruì l'abbazia e vi fondò la Comunità di Iona, una comunità cristiana ecumenica che continua ancora oggi a vivere in questo luogo.
L'Abbazia fu particolarmente amata da John Smith, uno dei capi del Partito Laburista britannico, che dopo la sua morte improvvisa nel 1994 fu seppellito a Iona.
L'isola di Iona è un cimitero regale: vi furono sepolti quasi tutti i capi clan e i re di Scozia sicuramente dal periodo del cristianesimo, ma forse anche dal periodo precedente, fino al 1200 d.C.; le cronache parlano di 48 fra monarchi e principi scozzesi, 8 re norvegesi, 4 irlandesi e 2 francesi.

## Monumenti e luoghi d'interesse

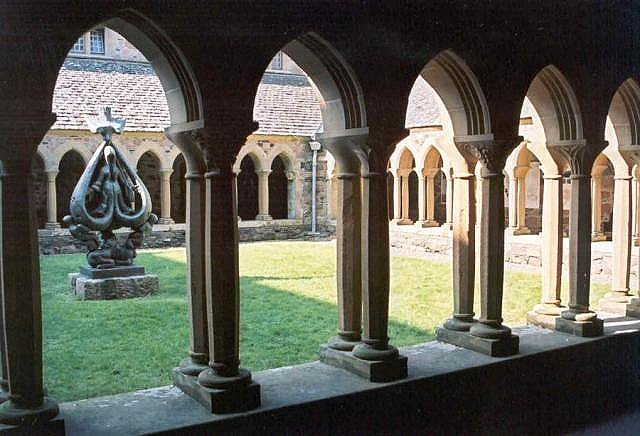
Il chiostro dell'abbazia.

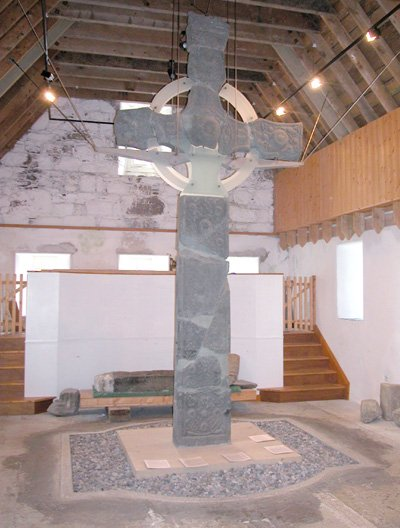
La croce celtica di san Giovanni nel museo dell'abbazia.

Molti tra i primi re di Scozia e nobili, come anche alcuni re d'Irlanda, Norvegia e Francia sono sepolti nel cimitero dell'abbazia. Anche il re Duncan I di Scozia, la vittima dell'assassinio da parte di Macbeth (argomento dell'omonima tragedia di Shakespeare) è sepolto a Iona. Anche la tomba più recente di John Smith può essere visitata.
Si possono vedere molte croci celtiche sull'isola di Iona. La Croce di san Martino (risalente al IX secolo) si trova ancora in piedi sul lato della strada e una copia fatta in epoca moderna della Croce di san Giovanni si trova all'entrata dell'abbazia. L'originale restaurato (che data dall'VIII secolo) è situato nell'antica infermeria, trasformata in museo, nel retro dell'abbazia.
Lo scultore contemporaneo scozzese Christopher Hall ha lavorato per molti anni scolpendo il chiostro dell'abbazia, che rappresenta uccelli, flora e fauna nativa dell'isola di Iona. Più di recente Hall ha scolpito anche il monumento funebre della tomba di John Smith.